# Yvan Le Bolloc'h
Yvan Le Bolloc'h, né le 20 décembre 1961 à Brest (Finistère), est un acteur, animateur de télévision et musicien français.

## Biographie

### Jeunesse, formation et débuts
Né à Brest dans le Finistère dans une famille communiste, Yvan Le Bolloc'h distribue dans sa jeunesse le journal L’Humanité Dimanche.
Au terme de son cursus scolaire, il sort major de sa promotion à l’École normale et exerce le métier d'instituteur suppléant pendant quatre années en Bretagne, et en région parisienne. Il quitte son poste au profit de divers petits boulots, comme photographe dans des stations de ski ou animateur de soirées à thèmes, entre autres. Il obtient par la suite un contrat d’intérim sur la radio Europe 1.

### Présentateur télévisé et acteur
Dans les années 1990, Yvan Le Bolloc'h fait une rencontre déterminante avec l'animateur et producteur télévisuel Thierry Ardisson, qui le remarque et lui propose un poste de chroniqueur dans l'émission Télé Zèbre. C’est à cette époque qu’il fait la connaissance de Bruno Solo. Les deux compères présentent ensuite diverses émissions musicales sur Canal+ (le Top 50 et Le Plein de super) et une émission quotidienne sur Europe 2. Il devient l'invité permanent de l'émission de radio de Laurent Ruquier Dans tous les sens, sur France Inter puis On va s'gêner, sur Europe 1, ainsi que sur la chaîne France 2 avec On a tout essayé.
Il oriente ensuite sa carrière en tant qu'acteur, à la télévision, au cinéma et au théâtre. Il joue notamment dans la série policière Max et associés, dans la pièce de théâtre Un barrage contre le Pacifique de Marguerite Duras et dans diverses comédies au cinéma telles que On fait comme on a dit (2000) et J'ai faim !!! (2001).
En 2001, intervient un tournant dans sa carrière lorsque, aux côtés de Bruno Solo, il connaît le succès dans la série télévisée humoristique Caméra Café, diffusée de 2001 à 2004 sur M6, où il interprète le rôle du commercial Jean-Claude Convenant, série qui donnera lieu a deux adaptations cinématographiques (Espace Détente en 2005 puis Le Séminaire en 2009).
Il fait également une apparition dans la série Kaamelott d'Alexandre Astier sur M6, le temps d'un épisode (Livre I) où il incarne Breccan, le constructeur de la table ronde.

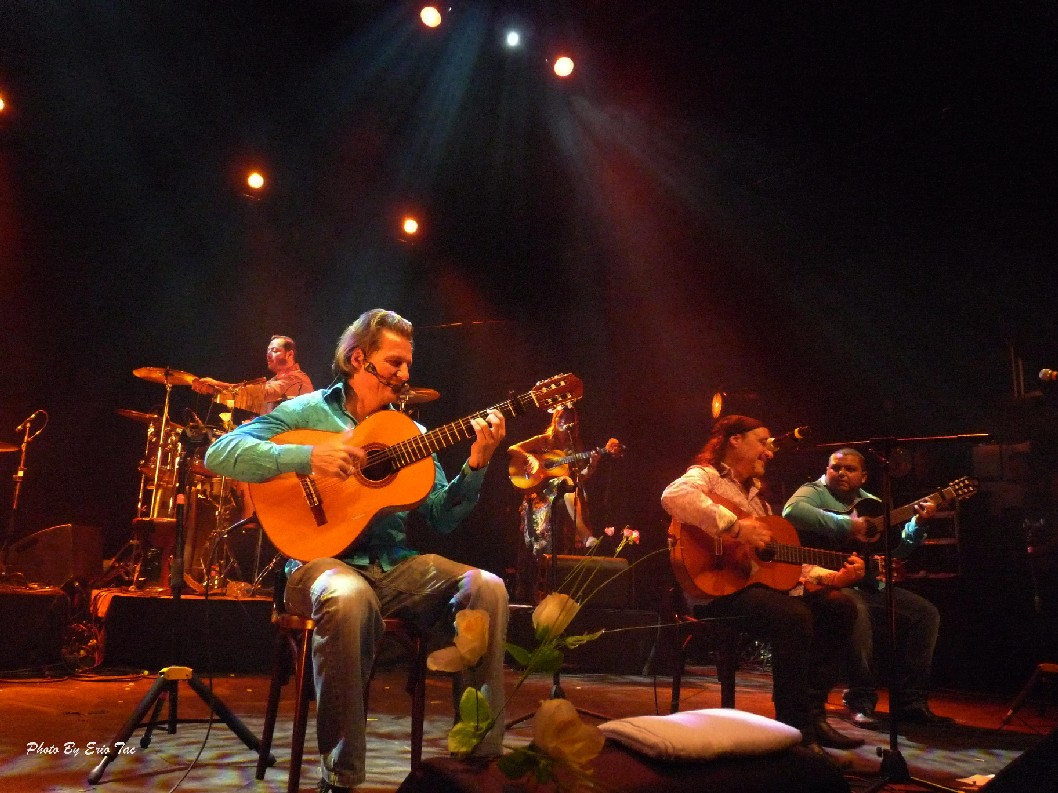
Yvan Le Bolloc'h et son groupe en concert à Perpignan en septembre 2011.

### Musicien
Yvan Le Bolloc'h est également guitariste. Il fonde un groupe de musique gitane, inspiré des Gipsy Kings, appelé « Ma guitare s'appelle reviens ».

### Revenus et Fortune
En 2024 les revenus annuels d'Ivan Le Bolloc'h sont estimés à 500 000 euros, et sa fortune personnelle à 8 millions d'euros

### Engagements
- Le 1er mai 2007, Yvan Le Bolloc'h présente le meeting de Ségolène Royal au stade Charléty lors de la campagne présidentielle de 2007[6] devant près de 10 000 personnes.
- Il a donné des concerts de solidarité lorsque la communauté gitane se rassemble pour défendre une cause, comme en septembre 2011 à Perpignan, lors d'une soirée caritative destinée à la lutte contre l'ostéoporose[7].
- En 2012 et 2017[8], il soutient publiquement Jean-Luc Mélenchon, candidat du Front de gauche et du mouvement La France insoumise à l'élection présidentielle[9].
- Depuis 2018, il soutient les Gilets jaunes[10],[11] et co-signe en mai 2019, parmi 1 400 personnalités du monde de la culture, la tribune « Nous ne sommes pas dupes ! », publiée dans le journal Libération, afin de soutenir le mouvement des Gilets jaunes et affirmant que « Les gilets jaunes, c'est nous »[12]. Il a également écrit la préface de la bande-dessinée documentaire Mon rond-point dans ta gueule : portraits de gilets jaunes de Sandrine Kerion parue le 20 octobre 2021 chez La Boîte à bulles[13].
- En 2018, il co-réalise avec son fils Livio et Maxime Carsel La Grève, un documentaire sur la grève des cheminots qui s'opposaient à l'extinction du statut et à l'ouverture à la concurrence[14],[15].
- Lors de la pandémie de Covid-19, il relaie une pétition contre le passe sanitaire[16].
- Il renouvelle son soutien[17], comme 2 000 autres personnalités, à Jean-Luc Mélenchon en vue de élection présidentielle de 2022.
- Le 8 octobre 2022, alors que la France connaît une période d'inflation, il signe une tribune dans le JDD pour promouvoir la manifestation du 16 octobre organisée par les partis de gauche pour lutter « contre la vie chère »[18].

### Vie personnelle
Yvan Le Bolloc'h est marié à Noushka. Le couple a deux garçons, Livio (1995) et Jordi (1991) qui est acteur et animateur de télévision.

## Théâtre
- 1999 : Un barrage contre le Pacifique de Marguerite Duras, adaptation Geneviève Serreau, mise en scène Gabriel Garran, Théâtre international de Langue Française
- 2000 : Un barrage contre le Pacifique de Marguerite Duras, adaptation Geneviève Serreau, mise en scène Gabriel Garran, Théâtre Antoine
- 2008 : Les Deux Canards de Tristan Bernard et Alfred Athis, mise en scène Alain Sachs, Théâtre Antoine
- 2012 : Calamity Jane, de Jean-Noël Fenwick, mise en scène Alain Sachs, Théâtre de Paris
- 2012 : L'invité de David Pharao, mise en scène Stéphane Hillel, Théâtre Tête d'Or, tournée
- 2014 : Ah ! Le Grand Homme de Pierre Pradinas et Simon Pradinas, mise en scène Panchika Velez, tournée
- 2016 : Ah ! Le Grand Homme de Pierre Pradinas et Simon Pradinas, mise en scène Panchika Velez, théâtre de l'Atelier
- 2016 : L'Heureux élu d'Éric Assous, mise en scène Jean-Luc Moreau, Théâtre de la Madeleine, tournée Les théâtrales
- 2017 : Un fil à la patte de Georges Feydeau, mise en scène Christophe Lidon, Centre national de création d'Orléans, tournée
- 2019 : Vive Bouchon ! de Jean Dell et Gérald Sibleyras, mise en scène Eric Laugérias, Le Splendid
- 2025 : Le Bracelet d'Isabelle Mergault, mise en scène Serge Postigo, tournée

## Filmographie

### Cinéma
- 1999 : Cuisine chinoise (court métrage) de Frédérique Feder : Pascal[21]
- 2000 : On fait comme on a dit de Philippe Bérenger : Christophe
- 2001 : Moulin à paroles (court métrage) de Pascal Rémy[22]
- 2001 : Le Mal du pays (court métrage) de Laurent Bachet : Christian[23]
- 2001 : J'ai faim !!! de Florence Quentin : Barnabé
- 2003 : Les Clefs de bagnole de Laurent Baffie : un comédien qui refuse de tourner avec Laurent
- 2005 : Espace Détente de Bruno Solo et lui-même : Jean-Claude Convenant, alias « JC »
- 2007 : Le Bénévole de Jean-Pierre Mocky : Don Frisco
- 2009 : Le Séminaire de Charles Nemes : Jean-Claude Convenant, alias « JC »
- 2017 : Satire dans la campagne de Marc Large et Maxime Carsel : lui-même

### Télévision
- 1990-1991 : Télé Zèbre
- 1991-1993 : Le Top 50
- 1993-1994 : Le Plein de super (Canal +)
- 1995 : On n'est pas couché
- 1998 : Max et associés (série)
- 2001-2004 : Caméra Café : Jean-Claude Convenant, alias « JC »
- 2003 : Ça va déchirer ce soir ! (Prime time de Caméra Café) : Jean-Claude Convenant
- 2005 : Kaamelott : Breccan
- 2006 : Camera Café en Italie, invité spécial dans l'épisode "I gemelli francesi"; repris son rôle de la série française : Jean-Claude Convenant
- 2007 : Confidences de Laurent Dussaux
- 2010 : Bienvenue à Bouchon de Luc Béraud
- 2010 : Caméra Café 2 : Jean-Claude Convenant
- 2012 : Scènes de ménages : un paysan chez Fabien et Emma
- 2012 : Nom de code : Rose d'Arnauld Mercadier
- 2014 : Caméra Café en Algérie
- 2015 : Peplum de Philippe Lefebvre
- 2015 : Les Blessures de l'île d'Edwin Baily
- 2015 : Doc Martin de Stéphane Kappes
- 2015 : Top Gear France : un invité avec Bruno Solo
- 2015 : Candice Renoir : Rodolphe Becker
- 2015 : Les Victoires de la Bretagne
- 2016 : La Bonne Dame de Nancy de Denis Malleval
- depuis 2016 : En famille : Yvan Pouilloux, ancien mari de Marjorie et le père d'Antoine et Chloé
- 2021 : Meurtres à Toulouse de Sylvie Ayme : Frédéric Gomez
- 2023 : Caméra Café, 20 ans déjà de Bruno Solo et lui-même : Jean-Claude Convenant
- 2026 : Les Trois Brestoises de Stéphane Kappes : commissaire de la PJ

### Clip
- 2002 : Kangourou nomade, clip de N&SK

## Discographie
- 2006 : Ma Guitare s'appelle reviens, de Yvan Le Bolloc'h & Ma Guitare s'appelle reviens.
- 2013 : La Manoucherie Royale, de Yvan Le Bolloc'h & Ma Guitare s'appelle reviens.
- 2020 : single Esperanza en juillet.

## Livre audio
- 2003 : Le Rouge et le Noir de Stendhal, 4 CD.